# 芸能きわみ堂
『芸能きわみ堂』（げいのうきわみどう）は、NHK教育テレビジョン（Eテレ）で2023年4月7日から放送している日本の古典芸能をテーマにした教養番組。

## 出演者

### 現在の出演者
司会
- 高橋英樹（俳優、2023年4月7日 - ）
- 大久保佳代子（お笑い芸人、2023年4月7日 - ）

ナレーター
- 河本邦弘（声優、2023年4月7日 - ）

声の出演
- 三平泰丈（NHKアナウンサー、2025年4月4日 - ） - コン平 役

### 過去の出演者
司会
- 庭木櫻子（NHKアナウンサー、2023年4月7日 - 2025年3月21日）

## 放送時間
- NHK Eテレ
  - 本放送：金曜 21:00 - 21:30
  - 再放送：翌週金曜 13:10 - 13:40

## 問題になった事例
- 2024年6月10日、国の重要文化財に指定されている香川県琴平町の芝居小屋「旧金毘羅大芝居」でのロケ撮影中、升席を仕切る木製の角材の一部を破損したと発表した。NHKによると、同年5月24日、出演者が舞台上で話している場面を撮影する際、カメラマンが花道から客席に転落し、角材が破損した。町の担当者が応急措置をして撮影は続け、芝居小屋の一般公開などにも影響はなかったという[2]。